# Teun Koopmeiners
Teun Koopmeiners (ur. 28 lutego 1998 w Castricum) – holenderski piłkarz grający na pozycji pomocnika we włoskim klubie Juventus oraz w reprezentacji Holandii. Uczestnik Mistrzostw Świata 2022.

## Kariera piłkarska
Swoją karierę piłkarską Koopmeiners rozpoczął w klubie Vitesse '22. Następnie w 2009 roku podjął treningi w AZ Alkmaar. Najpierw grał w młodzieżowej drużynie AZ, a w 2017 roku awansował do pierwszej drużyny. 1 października 2017 roku zadebiutował w niej w pierwszej lidze holenderskiej w przegranym 0:4 domowym meczu z Feyenoordem. 22 października 2017 strzelił pierwszego gola w Eredivisie, w wygranym 3:0 domowym spotkaniu z FC Utrecht. W sezonie 2019/2020 wywalczył z AZ wicemistrzostwo Holandii.
| Sezon   | Klub            | Kraj     | Rozgrywki      | Mecze | Gole |
| ------- | --------------- | -------- | -------------- | ----- | ---- |
| 2016/17 | Jong AZ Alkmaar | Holandia | Tweede divisie | 19    | 2    |
| 2017/18 | AZ Alkmaar      | Holandia | Eredivisie     | 26    | 1    |
| 2017/18 | Jong AZ Alkmaar | Holandia | Eerste divisie | 7     | 1    |
| 2018/19 | AZ Alkmaar      | Holandia | Eredivisie     | 32    | 8    |
| 2019/20 | AZ Alkmaar      | Holandia | Eredivisie     | 25    | 11   |

## Kariera reprezentacyjna
Koopmeiners występował w młodzieżowych reprezentacjach Holandii - U-17, U-18, U-19, U-20 i U-21. W 2017 roku zagrał z kadrą U-19 na Mistrzostwach Europy U-19. Dotarł z Holandią do półfinału.
7 października 2020 Koopmeiners zadebiutował w reprezentacji Holandii w przegranym 0:1 towarzyskim meczu z Meksykiem, rozegranym w Amsterdamie.